# Henri Laville (préhistorien)
Pour les articles homonymes, voir Henri Laville et Laville.
Henri Laville est un préhistorien français né à Lanouaille le 11 février 1937 et mort à Gradignan le 27 décembre 1995.

## Biographie
En octobre 1961, alors qu'il suit une formation de naturaliste à la faculté des sciences de Bordeaux, il a rencontré François Bordes en lui faisant part de son intérêt pour les recherches sur l'Homme fossile et sur les paléomilieux, et son désir à participer à des travaux sur ces sujets sous sa direction.
Il a obtenu la licence et la maîtrise en géologie, biologie, préhistoire ainsi qu'un doctorat en sédimentologie en 1964. Il est alors devenu chercheur au CNRS. Il a soutenu sa thèse de docteur d'État en 1973 sur la Climatologie et chronologie du Paléolithique en Périgord. Étude sédimentologique de dépôts en grottes et sous abris.
Cette thèse a traité les thèmes qui ont continué à être le champ de ses études - la paléoclimatologie, la dynamique climatique, les essais de corrélations chronostratigraphiques, la mise en évidence des rapports entre l'Homme préhistorique et son milieu - en intégrant les données des autres disciplines : archéologie, paléozoologie, paléobotanique, ...
Il a été nommé maître de recherche au CNRS en 1982, directeur de recherche en 1985, professeur à l'Université Bordeaux-I en 1989 en assurant la direction de l'Institut du Quaternaire de l'Université de Bordeaux-I et de l'Unité de recherche 133 du CNRS.
Il a participé à la réalisation dans de nombreux programmes de recherche, tant en France qu'à l'étranger, en Espagne, en Allemagne, en Bosnie, en Croatie, en Bulgarie, en Turquie, en Israël et aux États-Unis.
Au cours de ces recherches, il a publié plus de 120 livres et articles. Il a participé à de nombreux congrès et colloques.

## Publications
- Climatologie et chronologie du Paléolithique en Périgord : étude sédimentologique de dépôts en grottes et sous abris (thèse de doctorat), 2 volumes, Université de Bordeaux 1, 1973
- Climatologie et chronologie du paléolithique en Périgord : étude sédimentologique de dépôts en grottes et sous abris, Éditions du Laboratoire de paléontologie humaine et de préhistoire, Marseille, 1978 ; 442p.
- avec François Bordes, Marie-Madeleine Paquerau (1922-2009), Observations sur le Pléistocène supérieur du gisement de Combe-Grenal (Dordogne), p. 3-19, dans Actes de la Société Linnéenne de Bordeaux (série B), 1966
- L'abri du Facteur à Tursac (Dordogne) -IV. Étude sédimentologique du remplissage, p. 133-145, dans Gallia préhistoire, 1968, tome 11, no 1 (lire en ligne)
- avec D. de Sonneville-Bordes, Sédimentologie des niveaux moustériens et aurignaciens de Caminade-Est (Dordogne), p. 35-52, dans Bulletin de la Société préhistorique française. Études et travaux, 1967, tome 64, no 1 (lire en ligne)
- avec G. Célerier, C. Thibault, Étude sédimentologique du gisement préhistorique des Jambes, à Périgueux, p. 69-82, dans Bulletin de la Société préhistorique française. Études et travaux, 1967, tome 64, no 1 (lire en ligne)
- L'abri magdalénien du Flageolet II (Bézenac, Dordogne). Etude géologique, p. 475-488, dans Bulletin de la Société préhistorique française. Études et travaux, 1970, tome 67, no 2 (lire en ligne)
- Sur la contemporanéité du Périgordien et de l'Aurignacien : la contribution du géologue, p. 171-174, dans Bulletin de la Société préhistorique française. Comptes rendus des séances mensuelles, 1971, tome 68, no 6 (lire en ligne)
- avec François Bordes, Henry de Lumley, Jean-Claude Miskovsky, Marie-Madeleine Paquerau, B. Pillard, François Prat (1924-2007), Josette Renault-Miskovsky, Le Würmien II. Tentative de corrélations entre le Languedoc méditerranéen (l’Hortus) et le Périgord (Combe-Grenal), p. 353-362, dans Études Quaternaires, 1972, no 1
- Précisions sur la chronologie du quaternaire récent, p. 15-17, dans Bulletin de la Société préhistorique française. Comptes rendus des séances mensuelles, 1975, tome 72, no 1 (lire en ligne)
- avec Harvey-M. Bricker, Le gisement châtelperronien de plein air des Tambourets (commune de Couladère, Haute-Garonne), p. 505-517, dans Bulletin de la Société préhistorique française. Études et travaux, 1977, tome 74, no 2 (lire en ligne)
- avec Y. Rak, L. Meignen, P. Goldberg, M. Chech, A. Belfer, O. Bar-Yosef, B. Arensburg, E. Tchernov, A.-M. Tillier, B. Vandermeersch, M. Weinstein, Découverte d'un squelette humain dans les niveaux moustériens de la grotte de Kebara (Israël), p. 53-54, dans Paléorient, 1983, tome 9, no 2 (lire en ligne)
- Jean-Paul Raynal, Jean-Pierre Texier, Le dernier interglaciaire et le cycle climatique würmien dans le Sud-Ouest et le Massif Central Français, p. 35-46, dans Bulletin de l'Association française pour l'étude du quaternaire, 1986, tome 23, no 1 (lire en ligne)
- avec P. Goldberg, Le Contexte stratigraphique des occupations paléolithiques de la grotte de Kébara (Israël), p. 117-123, dans Paléorient, 1988, tome 14, no 2 ((lire en ligne)
- Variations des paléomilieux et peuplement préhistorique, CNRS éditions (collection Cahiers du quaternaire), 1989  (ISBN 978-2-222-04263-1) ; 224p.
- avec L. Meignen, H. Valladas, E. Tchernov, B. Vandermeersch, O. Bar Yosef, A.-M. Tillier, B. Arensburg, A. Belfer-Cohen, P. Goldberg, Y. Rak, Datations relatives, datations absolues : les populations du Paléolithique moyen au Proche-Orient, p. 328-333, dans Bulletin de la Société préhistorique française, 1989, tome 86, no 10 (lire en ligne)
- avec L. Meignen, B. Vandermeersch, A.-M. Tillier, B. Arensburg, O. Bar Yosef, A. Belfer-Cohen, P. Goldberg, Y. Rak, E. Tchernov, Néandertaliens et hommes modernes au Proche-Orient. Chronologie et comportements culturels, p. 354-362, dans Bulletin de la Société préhistorique française, 1989, tome 86, no 10 (lire en ligne)
- Jean-Luc Guadelli, L’environnement climatique de la fin du Moustérien à Combe-Grenal et à Camiac. Confrontation des données naturalistes et implications, p. 43-48, dans C. Farizy (Ed.), Paléolithique moyen récent et Paléolithique supérieur ancien en Europe, Mémoire du Musée de Préhistoire d’Ile de France, 1990
- Michel Campy, Pierre Bintz, Jacques Evin, Jean Chaline, p. 157-163, dans Quaternaire, 1994, tome 5, no 3 (lire en ligne)
- avec Michèle Crémades, Nikolai Sirakov, Janusz K. Kozlowski, Une pierre gravée de 50 000 ans B.P. dans les Balkans, p. 201-209, dans Paléo, 1995, tome 7, no 1 (lire en ligne)
- avec Michèle Crémades, Le félin gravé de Laugerie-Basse : à propos du mouvement dans l'art paléolithique, p. 259-265, dans Paléo, 1995, tome 7, no 1 (lire en ligne)